# 5198 Fongyunwah
Az 5198 Fongyunwah (ideiglenes jelöléssel 1975 BP1) a Naprendszer kisbolygóövében található aszteroida. A Bíbor-hegyi Obszervatórium fedezte fel 1975. január 16-án.